# Felippi Wyssen
Felippi Wyssen ist ein Schweizer Architekturbüro, das 2009 von Fabio Felippi und Thomas Wyssen in Basel gegründet wurde.

## Partner
Fabio Felippi (* 1979 in Binningen) besuchte die Schule für Gestaltung Basel und schloss 2000 eine Hochbauzeichnerlehre ab. Er studierte von 2001 bis 2005 Architektur an der FH Basel und arbeitete anschließend bei Rolf Mühlethaler in Bern und Herzog & de Meuron in Basel. Felippi lehrte bei Andrea Deplazes an der ETH Zürich (2010–12).
Thomas Wyssen (* 1979 in Basel) schloss 1999 eine Hochbauzeichnerlehre ab und studierte anschließend von 2000 bis 2005 Architektur an der FH Basel. Er arbeitete bei Herzog & de Meuron in Basel. Wyssen lehrte bei Marc Angélil an der ETH Zürich (2011–12).

## Bauwerke
- 2012–2015: Mehrfamilienhaus Baselstrasse, Muttenz
- 2017–2019: Haus Moosweg, Riehen[1]
- 2016–2019: Mehrfamilienhaus Gatternweg, Riehen[2]
- 2017–2020: Garderobengebäude Schorenmatte,  Basel
- 2021: Innovation Garage, Allschwil

## Auszeichnungen und Preise
- 2011: Foundation Award[3]
- 2016: Architekturpreis Muttenz für Mehrfamilienhaus Baselstrasse, Muttenz[4]
- 2018: Auszeichnung für gute Bauten Basel für Mehrfamilienhaus Baselstrasse, Muttenz[5]
- 2019: Gold – Best Architects 20 Award für Mehrfamilienhaus Gatternweg, Riehen[6]
- 2020: Sir Norman Foster award für Haus Moosweg, Riehen[7]
- 2023: Auszeichnung Gutes Bauen für Garderobengebäude Schorenmatte, Basel[8]

## Bücher
- Heinz Wirz (Hg.): Anthologie 41. Felippi Wyssen. Quart Verlag, Luzern 2019. ISBN 978-3-03761-011-4
- Felippi Wyssen. Haus Moosweg Riehen. Simonett & Baer, Basel 2020 mit Fotografien von Rasmus Norlander
- a.mag 27 Deschenaux Architects. Felippi Wyssen. Marazzi Reinhardt. 2022